# Bandeira da Austrália
A Bandeira Nacional Australiana possui uma grande estrela com sete pontas, um conto de cinco estrelas, o Cruzeiro do Sul, e uma pequena bandeira do Reino Unido. A estrela de sete pontas é conhecida como Estrela Federação, pois cada extremidade dela representa um dos seis estados e os territórios do país. O Cruzeiro do Sul, na metade direita da bandeira retrata a passagem sideral número 13 e demonstra que esse conjunto de estrelas pode ser visto em horários diferentes  em toda a Austrália. Note-se que uma das cinco estrelas do Cruzeiro do Sul possui apenas 5 pontas enquanto as demais 7 (7x5=35) e todas juntas perfazem um total de 40 pontas. A bandeira britânica representa outro segmento da colonização britânica no país.

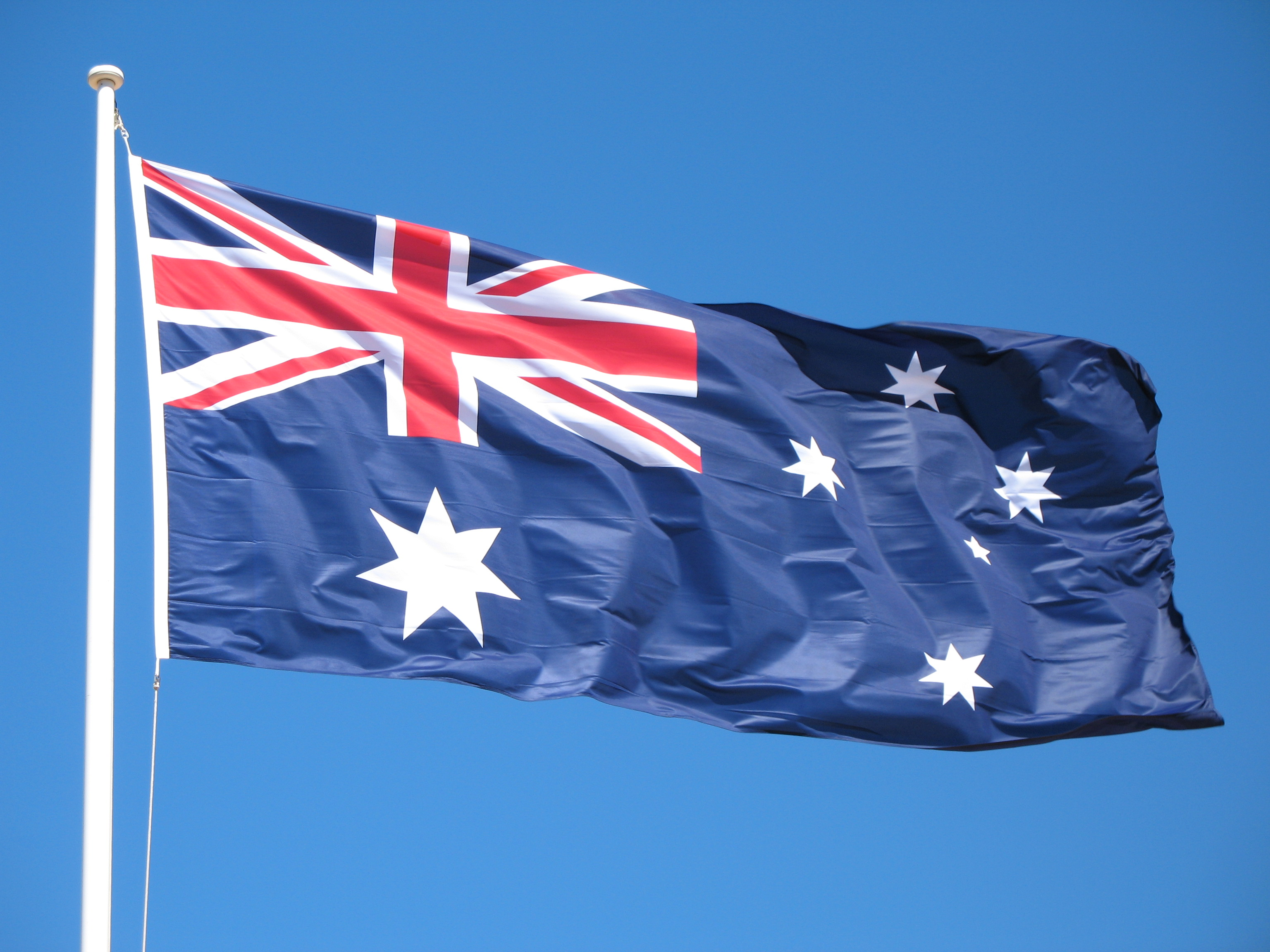
A bandeira tremulando

## História
A primeira tentativa de dar uma bandeira para as colônias do Reino Unido, na Austrália, originou-se entre 1823 e 1824, quando os comandantes John Nicholson e John Bingle propôs uma concepção baseada na cruz de São Jorge, com quatro estrelas para simbolizar a Southern Cross e Os pontos cardeais, mas até hoje não foi capaz de determinar com exatidão o design, sendo particularmente discutido o montante da ajuda de estrelas. A ideia original era mais tarde adicionou uma quinta estrela, quando a colônia de Nova Gales do Sul foi dividido, dando origem a colônias da Tasmânia, sul da Austrália Vitória e Queensland. Esta ideia, no entanto, foi rejeitada pelo Bingle.
Em 1851, habitantes da Austrália e da Nova Zelândia decidiram formar uma Liga Anti-Transportes de luta contra o transporte dos condenados para os territórios e sua utilização como colônias penais. Por isso, a Liga utilizada uma bandeira baseada no ensino do Reino Unido com a União Jack no cantão e fundo azul, quando adicionado à imagem da Southern Cross estrela em ouro representando as colônias de Nova Gales do Sul, Tasmânia, Victoria, Austrália do Sul e Nova Zelândia. Além disso, ele acrescentou listras brancas estabelece os lados e bordas superior, inferior e fora do pavilhão. Este pavilhão é muito semelhante à atual bandeira da Austrália e da Nova Zelândia, o que teria influenciado marcadamente.
Quando o processo de federação da Austrália foi oficialmente implementado em 1 º de janeiro de 1901, a bandeira de 1831 foi utilizada nas cerimónias oficiais, juntamente com a bandeira do Reino Unido, mas posteriormente o novo governo da Commonwealth da Austrália, convocou um concurso para a conceção de uma nova bandeira nacional, em Abril deste ano. Participaram mais de 32,000 desenhos, o equivalente a 1% da população da Austrália por esse tempo. A maioria dos projetos incluídos na União Jack e os Southern Cross, mas também eram populares desenhos com animais nativos.
Cinco projetos foram quase eleitos, e compartilham  o prêmio. Os vencedores foram: Ivor Evans de quatorze anos de idade da escola de Melbourne, John Leslie Hawkins, um adolescente aprendiz da óptica Sydney, Egbert John Nuttall, um arquiteto de Melbourne, Annie Dorrington, um artista de Perth, e William Stevens, oficial da marinha mercante de Auckland, Nova Zelândia. O prêmio foi fornecido pelo Governo do Commonwealth, e várias empresas privadas, atingindo um total de 200 libras, que era uma soma considerável para a época, que cada um recebeu 40 libras.
Em 3 de setembro de 1901, a nova bandeira australiana acena pela primeira vez no Roya exposições Construir em Melbourne. Uma versão simplificada do vencedor foi oficialmente adotado como bandeira da Austrália por King Edward VII em 1902 Commonwealth of Australia Gazette No. 8, 20 de fevereiro de 1903. O Parlamento Federal aprovou uma resolução em 2 de junho de 1904 para levantar a bandeira toda a fortificação, barco, em vez de saudação saudando lugar e prédios públicos na Commonwealth, em todas as ocasiões que são utilizadas bandeiras, dando o mesmo status que o União Jack no Reino Unido.
A utilização da nova bandeira começou a ser introduzida lentamente, muitas vezes acenando ao lado da bandeira do Reino Unido. Em 1908, ela foi usada para representar os atletas australianos nos Jogos Olímpicos de Londres, e, desde 1911 é usada na saudação à bandeira do exército. O pavilhão foi levado à Nova Guiné durante a I Guerra Mundial, e como homenagem ao valor dos soldados australianos de que a guerra na Europa, ainda está aumentando a cada dia na cidade francesa de Villers-Bretonneux. Durante a II Guerra Mundial, quando foi reconquistada Singapura, em 1945, foi a primeira bandeira acena no australiano, feita secretamente em uma prisão acampamento

## Construção

Folha de construção para a bandeira da Austrália. O comprimento da bandeira é o dobro da largura.

Partes constituintes da bandeira da Austrália
Bandeiras que formam a Union Jack
Cruzeiro do Sul
Estrela da Commonwealth

De acordo com o Ato das Bandeiras, a bandeira nacional australiana deve atender às seguintes especificações:
- a Bandeira da União ocupando o quarto superior (cantão) próximo ao mastro;
- uma grande estrela branca de sete pontas (seis representando os seis estados da Austrália e um representando os territórios) no centro do quarto inferior ao lado do bastão e apontando diretamente para o centro da Cruz de São Jorge na bandeira da União;;
- cinco estrelas brancas (representando o Cruzeiro do Sul) na metade da bandeira mais longe do bastão.

A localização das estrelas é a seguinte:
- Estrela da Commonwealth – estrela de 7 pontas, centrada na talha inferior.
- Alpha Crucis – estrela de 7 pontas, logo abaixo do centro, voando 1⁄6 para cima da borda inferior.
- Beta Crucis – estrela de 7 pontas, 1⁄4 da esquerda e 1⁄16 da aba central.
- Gamma Crucis – estrela de 7 pontas, diretamente acima da aba central 1⁄6 para baixo da borda superior.
- Delta Crucis – estrela de 7 pontas, 2⁄9 do caminho para a direita e 31⁄240 para cima da aba central.
- Epsilon Crucis – estrela de 5 pontas, 1⁄10 do caminho para a direita e 1⁄24 para baixo da aba central.

O diâmetro externo da Estrela da Commonwealth é 3⁄20 da largura da bandeira, enquanto o das estrelas no Cruzeiro do Sul é 1⁄14 da largura da bandeira, exceto Epsilon, para o qual a fração é 1⁄24. O diâmetro interno de cada estrela é 4⁄9 do diâmetro externo. A largura da bandeira é a medida da borda da haste da bandeira (a distância de cima para baixo).

## Dia da Bandeira
Em 1996, o 22º governador-geral da Austrália, William Deane, emitiu uma proclamação reconhecendo a comemoração anual do Dia da Bandeira Nacional Australiana, realizada no dia 3 de setembro.

## Cores
| Cor | Pantone | CMYK        | RGB         | Hex     | Notas       |
| --- | ------- | ----------- | ----------- | ------- | ----------- |
|     | 280 C   | 100-80-0-0  | 0-43-127    | #002B7F | [ 7 ] [ 8 ] |
|     | 185 C   | 0-100-100-0 | 232-14-45   | #E8112D | [ 9 ]       |
|     | Safe    | 0-0-0-0     | 255-255-255 | #FFFFFF | [ 9 ]       |

## Bandeiras Históricas

Bandeira Nacional Colonial
Bandeira da Nova Gales do Sul (1831)
Bandeira do Governo do Reino Unido
Bandeira da Liga Anti-Transporte (1851)
Bandeira Eureka (1854)

## Outras bandeiras

A "Bandeira Vermelha", a bandeira de uso civil naval do país
Bandeira da Marinha Real Australiana
Bandeira da Força Aérea Real Australiana
Estandarte Real
Bandeira da equipe olímpica da Australásia